# 아담 (태블릿 컴퓨터)
아담(Adam)은 2009년 5월에 세워진 인도의 Notion Ink사에서 제작한 안드로이드 OS 2.2를 탑재하고 출시된 태블릿 컴퓨터이다. 아담은 2009년 12월에 처음으로 프로토타입이 공개되었다. Pixel Qi를 채택한 최초의 안드로이드 기기이며, 1080p 비디오 영상재생을 지원한다. 애초에는 진저브레드를 탑재하고 출시될 것으로 알려졌으나, 예약판매 때 공개한 사양으로는 2.2 버전인 프로요를 탑재할 것으로 알려졌으며, 진저브레드와의 완벽호환을 약속하고 있다. 현재 2011년 1월 발매할 것으로 발표하였고, 예약 판매물량은 매진된 상태이다.

## 특징
노션잉크 아담은 1 Ghz 듀얼코어 Cortex A9 엔비디아 Tegra 250 프로세서를 탑재하고 있다. 네 가지 사양으로 발매되며 옵션에 따라 LCD 또는 Pixel Qi, 와이파이 전용, 와이파이 + 3G를 선택할 수 있다. 어도비 에어 + 어도비 플래시를 지원하는 것으로 밝혔다.

## 출시 가격
12월 11일  노션잉크 공식 사이트에서 예약판매한 가격
- LCD, 와이파이: $375.33
- LCD, 와이파이, and 3G: $425.33
- Pixel Qi, 와이파이: $499.45
- Pixel Qi, 와이파이, 3G $549.99

## 같이 보기
- 태블릿 컴퓨터
- 스마트북
- 아이패드
- 갤럭시 탭